# 拉斯洛·捷雷
拉斯洛·杰雷（羅馬化：Laslo Đere，1995年6月2日—）是一位塞爾維亞職業網球男運動員。

## 外部連結
- 拉斯洛·捷雷（英文/西班牙文）的官方資料
- 拉斯洛·捷雷的國際網球總會 職業／青少年 官方資料（英文）